# 月照街道
月照街道，是中华人民共和国贵州省六盤水市钟山区下辖的一个街道办事处。
2014年3月15日，贵州省人民政府批复同意撤销钟山区月照彝族回族苗族乡，设置月照街道。

## 行政区划
月照街道下辖以下地区：
机修社区、响水社区、金钟社区村、双洞社区村、马坝社区村、独山社区村、大坝社区村、玉顶社区村和小屯社区村。